# Mk VI Crusader
Il Mark VI Crusader è stato un carro armato incrociatore britannico, ovvero mezzo veloce, ben armato ma poco protetto per contenerne il peso. Il Crusader era un veicolo veloce e compatto, con un'elevata velocità sia su strada che fuori.
Il cannone da 57 mm gli consentì di rimanere un veicolo adatto all'impiego di prima linea. Non diede buona prova di sé in Nord Africa, e non appena possibile si cercò di rimpiazzarlo con l'M4 Sherman.
Una volta ritirato dal servizio di prima linea il Crusader fu convertito in molte varianti, tra le quali un semovente antiaereo, un veicolo di recupero e un mezzo da combattimento per i genieri dotato di una lama apripista. Molti furono usati, verso la fine della guerra, come trattori d'artiglieria.

## Sviluppo e caratteristiche tecniche
Poco dopo l'approvazione del progetto per il carro incrociatore Mk V Covenanter all'inizio del 1939, il Ministry of Supply britannico propose alla Nuffield Mechanization and Aero Ltd. di prendere parte al suo programma di produzione. L'azienda britannica rispose alla richiesta del MoS con la presentazione di una sua versione migliorata del medesimo carro, successivamente accettata dallo Stato maggiore britannico e denominata A15.
Nonostante l'avvio del progetto successivo a quello del Covenanter, il primo prototipo di quello che sarebbe stato il Crusader era già pronto il 9 aprile del 1940, sei settimane prima del suo coevo. Simile al Covenanter, il prototipo era basato su una versione modificata del motore Nuffield Liberty V12 a benzina da 340 cavalli. Alla sinistra della postazione del pilota fu posta una torretta munita di mitragliatrice Besa da 7,92 mm brandeggiabile manualmente, la quale, durante delle prove condotte nel 1940, provò di essere poco sicura a causa della mancanza di ventilazione e delle estremamente ridotte dimensioni e quindi sui modelli di produzione veniva spesso rimossa dagli equipaggi sul campo di battaglia.
In paragone al Covenanter, il futuro Crusader aveva uno scafo leggermente allungato per permettere l'aggiunta di un ulteriore asse di rotolamento per migliorare la distribuzione del peso e ridurre la pressione specifica del mezzo, migliorandone così la mobilità fuori strada. La torretta invece era la medesima per entrambi i carri. Alla fine del 1940 il prototipo fu soprannominato Crusader, cioè "crociato".

### Produzione
| Modello                       | 1940 | 1941 | 1942  | 1943 | 1944 | 1945 | Totale |
| Crusader I                    | 2    | 248  | -     | -    | -    | -    | 250    |
| Crusader II                   | -    | 407  | 1.405 | -    | -    | -    | 1.812  |
| Crusader III                  | -    | -    | 946   | 771  | -    | -    | 1.717  |
| Crusader AA 20 mm             | -    | -    | 91    | 345  | 299  | -    | 735    |
| Crusader AA 40 mm             | -    | -    | -     | 238  | -    | -    | 238    |
| Crusader OP                   | -    | -    | -     | 112  | -    | -    | 112    |
| Crusader II Gun Tractor Mk. I | -    | -    | -     | -    | 474  | 126  | 600    |

### Impiego operativo
Il solo teatro d'operazioni a cui il Crusader prese parte fu quello nordafricano. All'inizio del 1941 le forze britanniche in Nordafrica disponevano di un esiguo numero di carri leggeri ed incrociatori obsoleti da opporre ai più validi Panzer III e Panzer IV in dotazione alle due divisioni dell'Afrika Korps.
In una tale situazione disperata, Churchill ordinò che un convoglio di nuovi carri fosse trasportato immediatamente in Egitto per sopperire a questa deficienza. L'ordine prese vita nell'operazione "Tiger", un convoglio di 238 carri che sbarcò ad Alessandria d'Egitto il 12 maggio del 1941; tra questi carri erano presenti 52 nuovi Crusader I che andarono ad equipaggiare interamente il 6th Royal Tank Regiment della 7th Armoured Division.

## Versioni

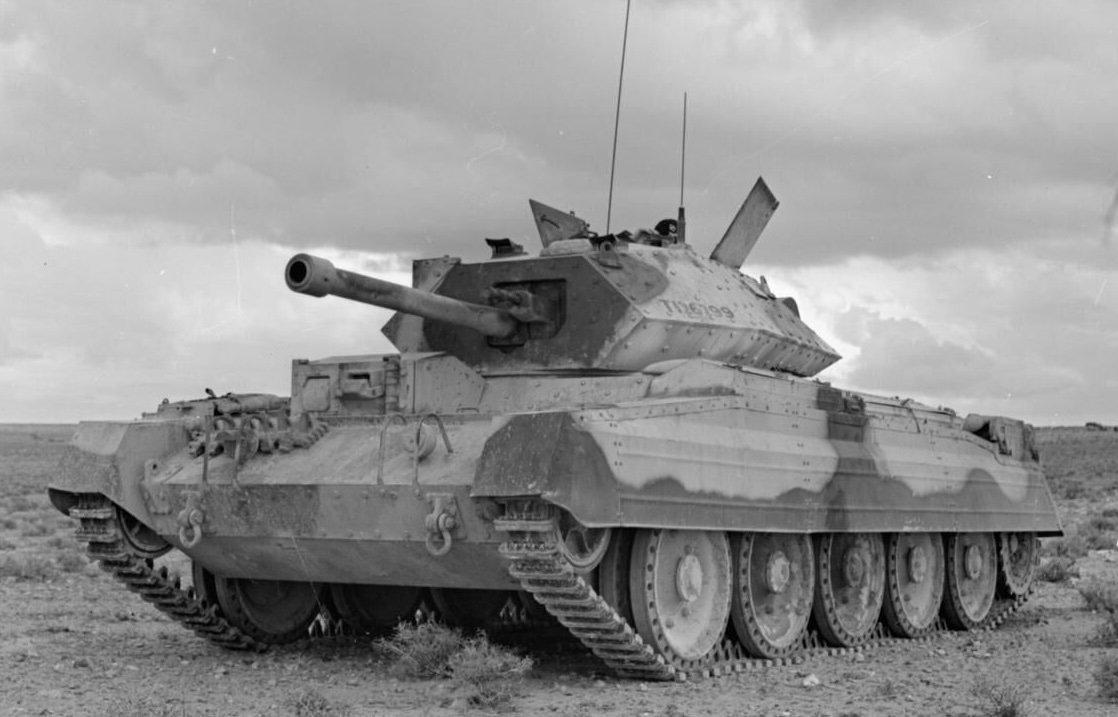
Il Crusader Mk III.

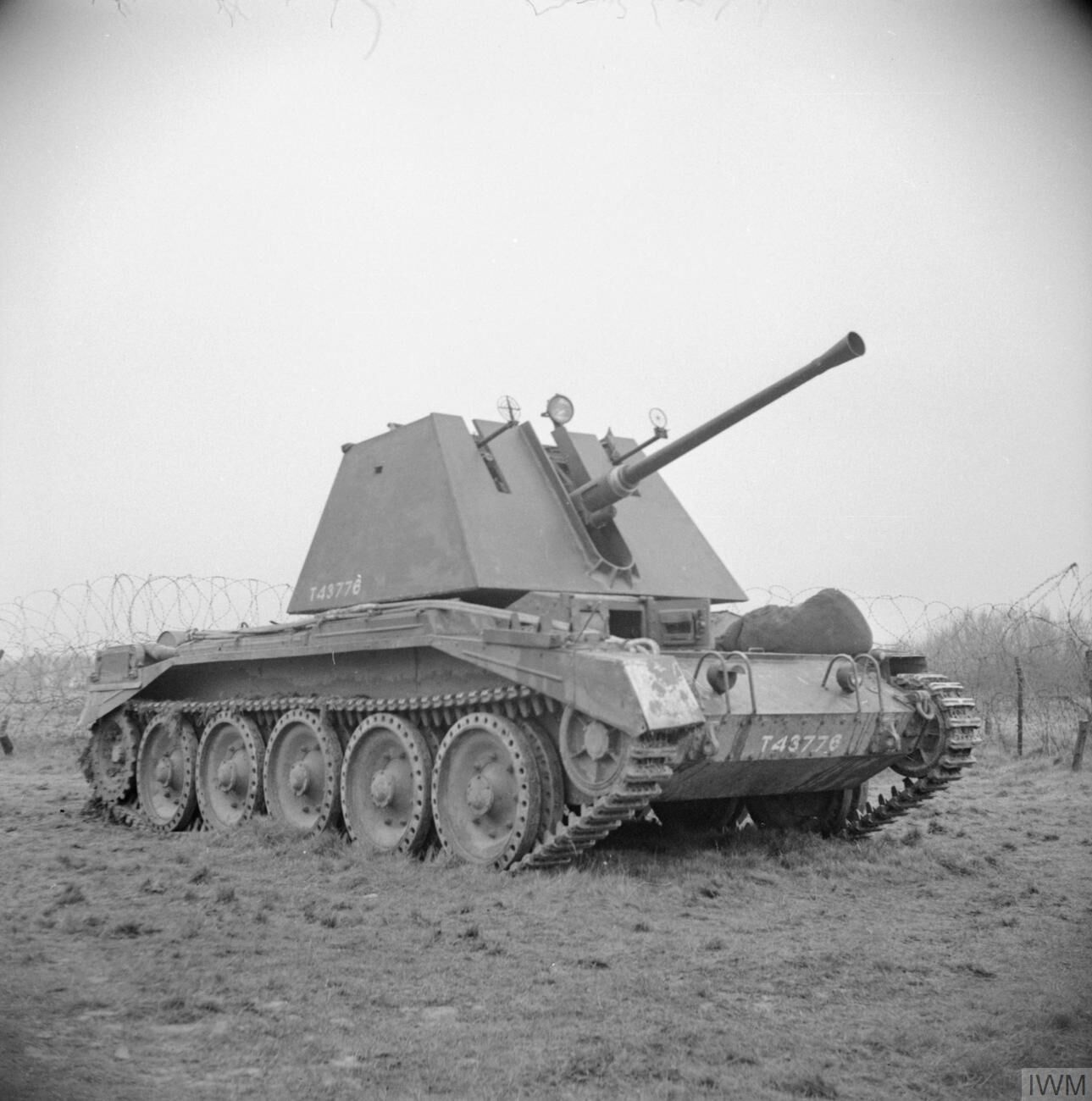
Crusader III AA Mk. I con cannone Bofors da 40 mm

- Crusader I (Cruiser Mk. VI): prima versione prodotta. Presentava una torretta dotata di mitragliatrice nella parte anteriore destra dello scafo, che spesso però veniva rimossa;

Crusader I CS (Cruiser Mk.VI CS): versione sviluppata per il supporto ravvicinato e armata con un obice da (76 mm) al posto del cannone Ordnance QF 2 lb;
- Crusader II (Cruiser Mk. VIA): venne aumentata la corazzatura sulla parte frontale dello scafo e della torretta. Come avveniva sul Crusader I la torretta sullo scafo, pur essendo montata in ditta, veniva spesso rimossa sul campo;

Crusader II CS (Cruiser Mk. VI CS): versione armata con l'obice da 76 mm per il supporto ravvicinato;
Crusader Command: versione carro comando. manteneva la torretta nella quale però veniva montato un falso cannone. Era dotata di impianto radio numero 19;
Crusader II Gun Tractor Mk. I: versione trattore d'artiglieria. Era dotata di una sovrastruttura a forma di scatola. veniva impiegato per il traino del cannone anticarro da 76,2 mm;
- Crusader III: versione realizzata a causa del ritardo nello sviluppo del carro Cavalier. L'armamento principale divenne il cannone da 57 mm e il Crusader fu il primo carro a montarlo. La nuova arma però ridusse lo spazio all'interno della torretta e fu necessario ridurre l'equipaggio togliendo il servente, funzione che venne svolta dal capocarro. Il mezzo venne impiegato per la prima volta nella cosiddetta seconda battaglia di El Alamein;

Crusader III OP: versione observation post con falso cannone e impianto radio aumentato con due radio numero 19 e una numero 18;
Crusader III AA Mk. I: semovente antiaereo con il cannone da 57 mm sostituito da un Bofors antiaereo da 40 mm con caricamento automatico e affusto motorizzato. L'equipaggio era composto da quattro membri: capocarro, cannoniere, servente e pilota;
Crusader III AA Mk. II: seconda versione del semovente antiaereo. Era armata con una coppia di cannoni da 20 mm Oerlikon ed una mitragliatrice Vickers K da 7,7 mm;
Crusader III AA Mk. III: come la Mk. II, eccetto che per lo spostamento della radio della torretta nello scafo per guadagnare spazio. Ne venne realizzata, in piccoli numeri, anche una versione dotata di tre cannoni da 20 mm per lo sbarco in Normandia. La supremazia aerea alleata tuttavia ne limitò l'uso;
Crusader ARV Mk. I: veicolo recupero che utilizzava solo lo scafo del Crusader. Prodotto in un solo prototipo nel 1942;
Crusader SP Gun: versione postbellica del mezzo e realizzata per scopi sperimentali. Era dotata di un cannone da 140 mm rivolto verso la parte posteriore dello scafo.

### Versioni argentine
Alcuni Crusader ceduti all'Argentina dopo la fine della guerra furono trasformati in semoventi d'artiglieria montando un cannone francese da 75 mm o un obice da 105 mm in una grande struttura scatolata.

#### Equipaggiamenti aggiuntivi
Sul mezzo potevano essere montati una serie di equipaggiamenti:
- Anti-Mine Roller Attachment (AMRA) Mk. ID. Sistema di sminamento composto da quattro pesanti rulli collegati da un telaio. Il peso dei rulli poteva essere incrementato riempiendoli d'acqua o altri materiali
- Sistema di galleggiamento: Kit composto da due grandi camere d'aria collegate ai lati dello scafo. I cingoli venivano dotati di speciali lame che permettevano il movimento in acqua. Venivano montate anche delle protezioni antiacqua sulle prese d'aria e di raffreddamento del motore

## Curiosità

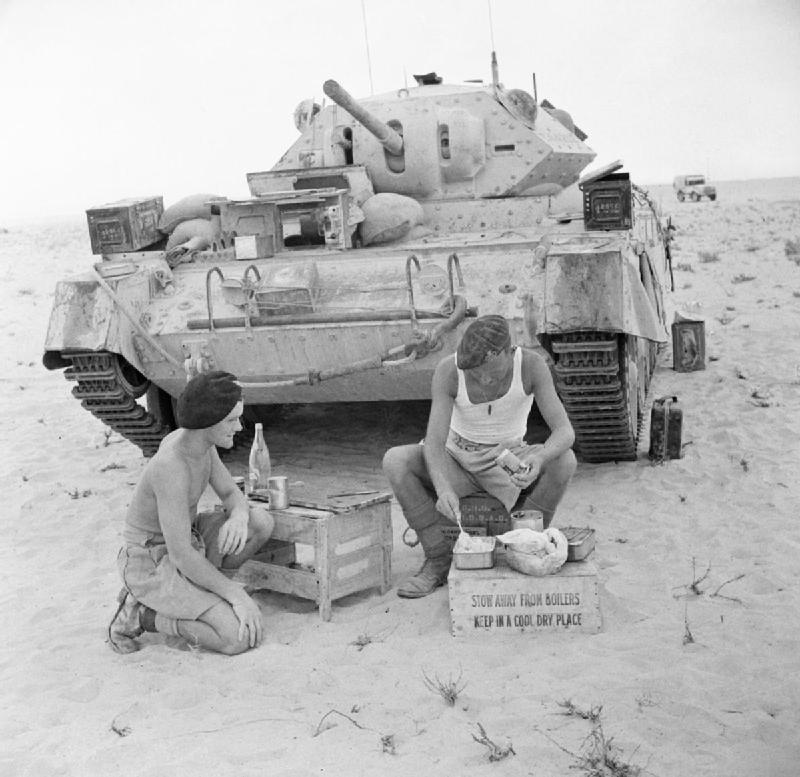
Settembre 1942: parte dell'equipaggio di un Crusader II si prepara il pasto nel deserto egiziano.

Gli italiani valutarono positivamente il progetto del Crusader e decisero di riprodurlo con alcune modifiche per renderlo adatto alla guerra nel deserto. Il nuovo mezzo prese il nome di carro armato celere sahariano. Era già pronto un simulacro a grandezza naturale, ma la guerra nel deserto finì prima del previsto ed il progetto del veicolo fu cancellato.

## Esemplari sopravvissuti
| Modello                       | Museo                                             | Luogo                       |
| ----------------------------- | ------------------------------------------------- | --------------------------- |
| Crusader I                    | Royal Australian Armoured Corps Museum            | Puckapunyal, Australia      |
| Crusader II                   | South African National Museum of Military History | Johannesburg, Sudafrica     |
| Crusader II                   | Military Vehicle Technology Foundation            | Portola Valley, Stati Uniti |
| Crusader III                  | Tank Museum                                       | Bovington, Regno Unito      |
| Crusader II Gun Tractor Mk. I | Nationaal Oorlogs- en Verzetsmuseum               | Overloon, Paesi Bassi       |
| Crusader III AA Mk. II        | Musée des Blindés                                 | Saumur, Francia             |